# الخط 11 لمترو باريس
الخط 11 لمترو باريس (بالفرنسية: Ligne 11 du métro de Paris) هو الخط الثالث عشر من مجموعة خطوط مترو باريس الستة عشر. يقع في باريس في فرنسا. افتتح في 1935. يربط الخط بين مركز العاصمة باريس والضواحي الملاصقة الشمالية الشرقية بين محطة شاتليه ومحطة مبنى بلدية ليلا في سين سان دوني. يعد هذا الخط من آخر الخطوط المشغلة في 1935، وذلك بهدف تعويض ترامواي بيلفيل المعلق المتوقف منذ 1924.

بطول 6.3 كم، هو أقصر خط رئيسي في الشبكة، ومن أقل الخطوط إستعمالا حسب عدد المسافرين ب47 مليون راكب في 2009. في السنوات الخمسين والستين، كان الخط في شكل خط تجريبي، تستعمله الهيئة الذاتية للنقل في باريس لتجريب الاختراعات الجديدة. يعد أول خط مترو في العالم يزود بتقنية السير على الإطارات في 1956، وكذلك مركز قيادة مركزي وأيضا خاصية القيادة الآلية في 1967، وتم وضعه للمرة الأولى في الشبكة الباريسية. من ذلك الوقت، لم يعرف الخط تطورا ملحوظا. 

من المخطط في ال15 سنة القادمة أن يتم تمديد الخط إلى نوازي شون، وكذلك أن يصبح أوتوماتيكيا.

## التاريخ

### التسلسل الزمني
- 28 أبريل 1935: افتتاح الخط والجزء الرابط بين محطة شاتليه ومحطة بورت ليلا.
- 17 فبراير 1937: التمديد إلى مبنى بلدية ليلا.
- من 12 مايو 1944 إلى 5 مارس 1945: إغلاق الخط. الإستيلاء عليه من قبل الفيرماخت.
- من 1954 إلى 1956: التغيير إلى السير على الإطارات بعربات من نوع أم بي 55.
- يناير 1999: الانتهاء من استعمال آخر عربة من نوع أم بي 55 وتعويضه بالنوع أم بي 59.

## التخطيط والمحطات

### قائمة المحطات
|  |   |  | المحطة          | الإحداثيات                                                       | البلدية                | الخطوط والشبكات المتصلة |
|  | - |  | --------------- | ---------------------------------------------------------------- | ---------------------- | ----------------------- |
|  | o |  | شاتليه          | 48°51′31″N 2°20′50″E / 48.8585195224421°N 2.34711940104793°E     | الدائرة 1, 4           |                         |
|  | o |  | قصر البلدية     | 48°51′24″N 2°21′05″E / 48.8567695272423°N 2.35149453979435°E     | الدائرة 4              |                         |
|  | • |  | رامبوتو         | 48°51′43″N 2°21′14″E / 48.861951°N 2.353905°E                    | الدائرة 3, 4           |                         |
|  | o |  | فنون وحرف       | 48°51′56″N 2°21′22″E / 48.8655°N 2.3561°E                        | الدائرة 3              |                         |
|  | o |  | الجمهورية       | 48°52′03″N 2°21′50″E / 48.867503°N 2.363811°E                    | الدائرة 3, 10, 11      |                         |
|  | • |  | غونكور          | 48°52′11″N 2°22′14″E / 48.869831440667916°N 2.3706865310668945°E | الدائرة 10, 11         |                         |
|  | o |  | بيلفيل          | 48°52′19″N 2°22′37″E / 48.87208261362324°N 2.376946806907654°E   | الدائرة 10, 11, 19, 20 |                         |
|  | • |  | بيرينيه         | 48°52′26″N 2°23′07″E / 48.87387501119302°N 2.385258972644806°E   | الدائرة 19, 20         |                         |
|  | • |  | جوردان          | 48°52′31″N 2°23′22″E / 48.875199862215254°N 2.3895075917243958°E | الدائرة 19, 20         |                         |
|  | o |  | ساحة الاحتفالات | 48°52′37″N 2°23′35″E / 48.876840441353245°N 2.3929595947265625°E | الدائرة 19             |                         |
|  | • |  | تيليغراف        | 48°52′32″N 2°23′54″E / 48.87546271130959°N 2.3984339833259583°E  | الدائرة 19, 20         |                         |
|  | o |  | بورت ليلا       | 48°52′38″N 2°24′24″E / 48.877183°N 2.406655°E                    | الدائرة 19, 20         |                         |
|  | • |  | مبنى بلدية ليلا | 48°52′47″N 2°24′59″E / 48.879788056425525°N 2.416289448738098°E  | ليه ليلا               |                         |

## السياحة
يوصل الخط لأماكن سياحية قليلة في بايرس، ولكن يمر من:
- حي شاتليه.
- مبنى بلدية باريس.
- مركز جورج بومبيدو.
- المعهد الوطني للفنون الحرف.
- قناة سان مارتان.
- مستشفى سان لويس.
- حي بيلفيل.

## مقالات ذات صلة
- تطوير محطات مترو باريس
- قائمة محطات مترو باريس
- النقل العام في إيل دو فرانس
- باريس

## روابط خارجية
- الموقع الرسمي للهيئة الذاتية للنقل في باريس.